# لباس سرهمی

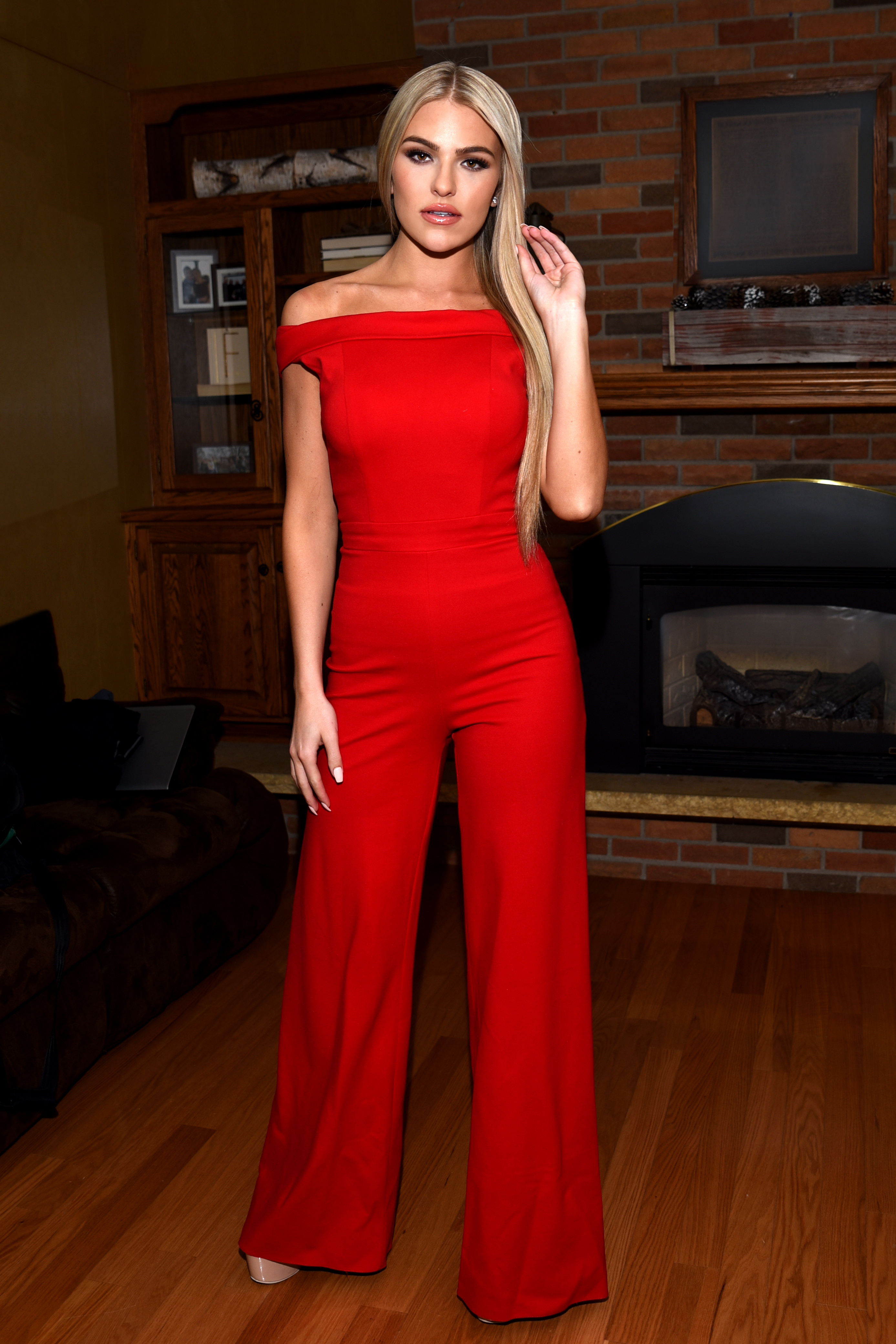
یک زن در یک لباس سرهمی مدرن

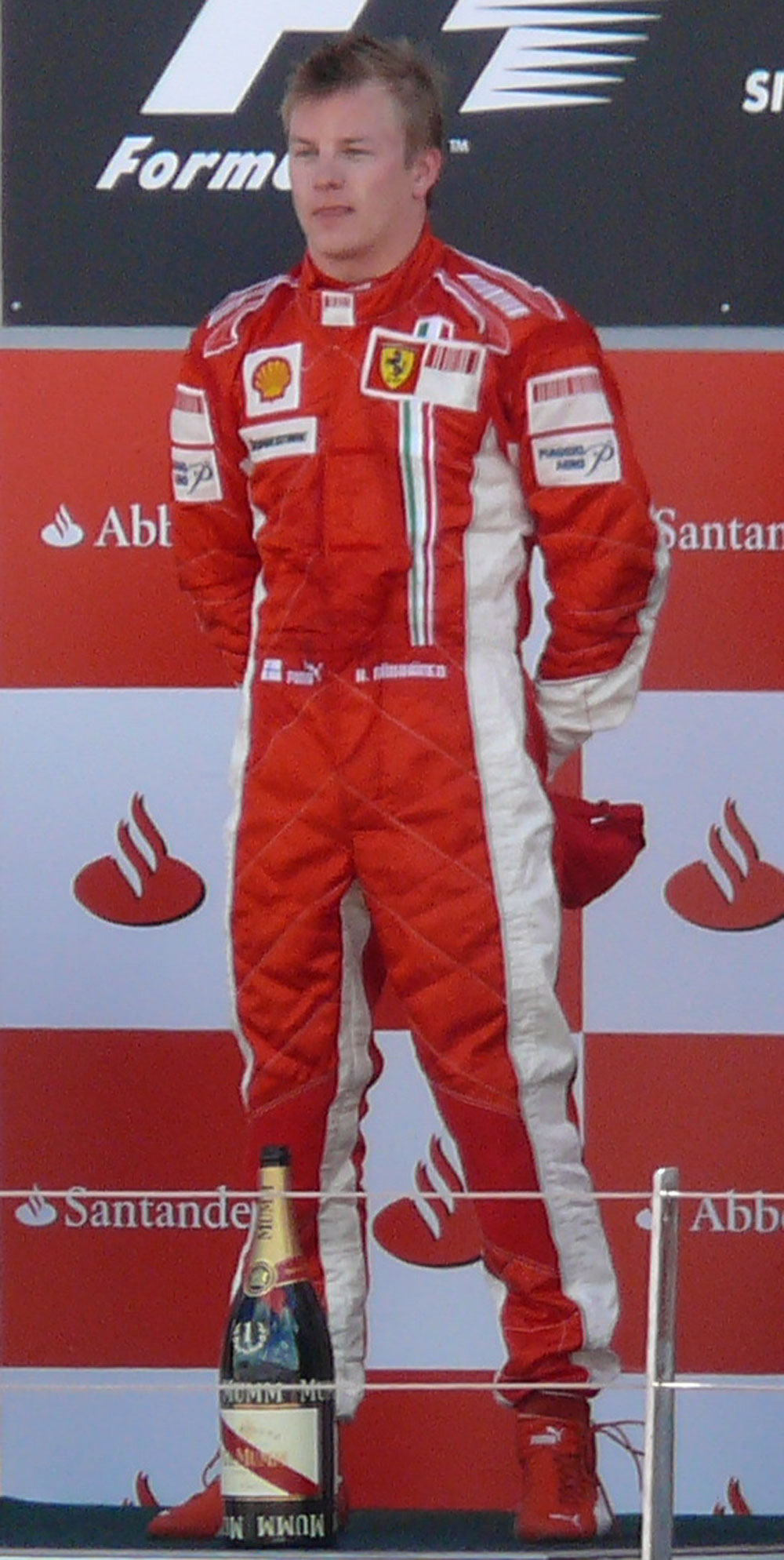
راننده فرمول یک، کیمی ریکیکنن در یک لباس سرهمی مخصوص مسابقه

لباس سرهمی (به انگلیسی: Jumpsuit) یا اصطلاحاً لباس یک‌تکه به لباسی گفته می‌شود که یک‌تکه است و معمولاً دست و پاها را به‌صورت سرتاسری می‌پوشاند. لباس‌های سرهمی معمولاً به‌عنوان یک پوشاک راحت استفاده می‌شوند چرا که پوشیدن آنها راحت است. اولین نوع از این لباس برای چتربازان تهیه شده‌است.